# Boxe aux Jeux du Commonwealth de 2006
Navigation
Édition précédente Édition suivante
Les compétitions de boxe anglaise des Jeux du Commonwealth 2006 se sont déroulées du 17 au 25 mars 2006 à Melbourne, Australie.

## Résultats

### Podiums
| Catégories                  | Or               | Argent           | Bronze                              |
| Poids mi-mouches (-48 kg)   | Jafet Uutoni     | Darran Langley   | Simanga Shiba Mohammed Nasir        |
| Poids mouches (-51 kg)      | Don Broadhurst   | Jackson Chalke   | Jitender Kumar Martin Mubiru        |
| Poids coqs (-54 kg)         | Akhil Kumar      | Louis Julie      | Nestor Bolum Mmoloki Nogeng         |
| Poids plumes (-57 kg)       | Stephen Smith    | Lassi Mehrullah  | Luke Jackson Darren Edwards         |
| Poids légers (-60 kg)       | Frankie Gavin    | Giovanni Frontin | Charles Menya Leonardo Zappavigna   |
| Poids super-légers (-64 kg) | James Russan     | Moses Kopo       | Jamie Crees Moses Mathenge          |
| Poids welters (-69 kg)      | Bongani Mwelase  | Vijender Singh   | Neil Perkins Olufemi Ajayi          |
| Poids moyens (-75 kg)       | Jarrod Fletcher  | Adonis Stevenson | Warren Fuiava James DeGale          |
| Poids mi-lourds (-81 kg)    | Kenneth Anderson | Adura Olalehin   | Joshua Mankonjio Benjamin McEachran |
| Poids lourds (-91 kg)       | Bradley Pitt     | Harpreet Singh   | Awusone Yekeni Anderson Emmanuel    |
| Poids super-lourds (+91 kg) | David Price      | Kevin Evans      | Steven Rudic Varghese Johnson       |

### Tableau des médailles
| Place | Pays              | Médaille d'or | Médaille d'argent | Médaille de bronze | Total |
| ----- | ----------------- | ------------- | ----------------- | ------------------ | ----- |
| 1     | Angleterre        | 5             | 1                 | 2                  | 8     |
| 2     | Australie         | 2             | 0                 | 4                  | 6     |
| 3     | Inde              | 1             | 2                 | 2                  | 5     |
| 4     | Afrique du Sud    | 1             | 1                 | 0                  | 2     |
| 5     | Namibie           | 1             | 0                 | 0                  | 1     |
| 5     | Écosse            | 1             | 0                 | 0                  | 1     |
| 7     | Maurice           | 0             | 2                 | 0                  | 2     |
| 8     | Pays de Galles    | 0             | 1                 | 3                  | 4     |
| 9     | Nigeria           | 0             | 1                 | 2                  | 3     |
| 10    | Canada            | 0             | 1                 | 0                  | 1     |
| 10    | Lesotho           | 0             | 1                 | 0                  | 1     |
| 10    | Pakistan          | 0             | 1                 | 0                  | 1     |
| 13    | Kenya             | 0             | 0                 | 3                  | 3     |
| 14    | Barbade           | 0             | 0                 | 1                  | 1     |
| 14    | Botswana          | 0             | 0                 | 1                  | 1     |
| 14    | Ghana             | 0             | 0                 | 1                  | 1     |
| 14    | Samoa             | 0             | 0                 | 1                  | 1     |
| 14    | Swaziland         | 0             | 0                 | 1                  | 1     |
| 14    | Ouganda           | 0             | 0                 | 1                  | 1     |
| Total | 19 pays médaillés | 11            | 11                | 22                 | 44    |